# چهوک
چهوک، روستایی از توابع بخش ارم شهرستان دشتستان در استان بوشهر ایران است.

## جمعیت
این روستا در دهستان دهرود قرار دارد و براساس سرشماری سال ۱۳۹۵، جمعیت آن ۲۸۴نفر (۸۱خانوار) بوده‌است.